# Vieil Hôtel de Ville (Wiesbaden)
Le vieil hôtel de ville, construit de 1608 à 1610 est le plus ancien bâtiment de la ville de Wiesbaden. Il se dresse sur la place centrale de la vieille ville, la Place du Palais, qui abrite aujourd'hui le Parlement de l'État de Hesse, l'église et l'hôtel de ville.
Il a été construit dans le style Renaissance. On a ajouté, en 1828, un étage de style romantique historié. Sur les bas-reliefs des cinq fenêtres de l'étage, en bois, étaient représentées les vertus de la force, la justice, la charité, de prudence et de modération, alors que la pierre a remplacé par des copies. Le pièces de chêne d'origine peut être visitées aujourd'hui au Musée de Wiesbaden. Aujourd'hui, le bâtiment sert de bureau de la ville de Wiesbaden. 
Devant le porche, entre l'hôtel de Ville et l'Ancien hôtel de ville, se trouve la colonne centrale de Nassau, un lion couronné avec bouclier.